# 侯峩
侯峩（？—？），字子謙，山西潞安府長治縣人，民籍，明朝政治人物。

## 生平
嘉靖二十二年（1543年）癸卯科山西鄉試第五十名舉人。嘉靖三十八年（1559年）中式己未科會試第一百五十六名，三甲第二百零三名進士。

## 家族
曾祖侯廣；祖父侯璉；父侯方，母崔氏。具慶下。